# Mát dần toàn cầu

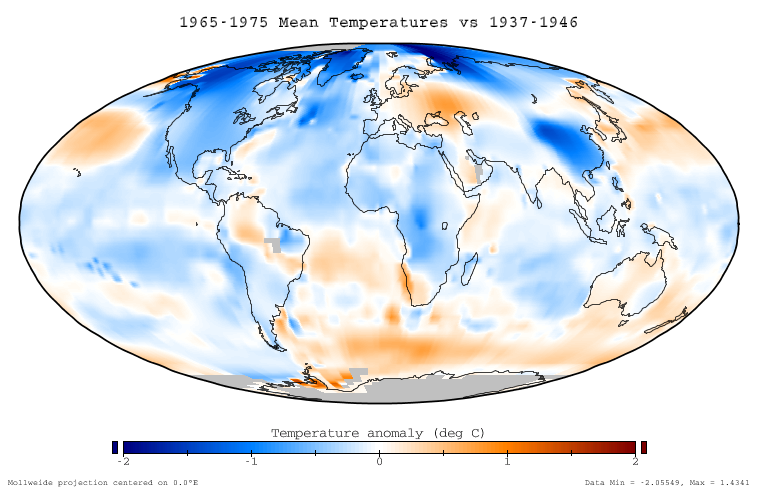
Nhiệt độ trung bình khác thường trong giai đoạn 1965-1975 so với giai đoạn 1937-1946. Dữ liệu được thu thập gián tiếp bằng nhiều phương pháp.

Mát dần toàn cầu (tiếng Anh: Global cooling) là một giả thuyết trong những năm 1970 cho rằng bề mặt Trái Đất và lớp khí quyển đang lạnh dần, kéo theo sự đóng băng. Giả thuyết này đã nhận được sự phản ứng nhiều chiều trong giới khoa học. Số người quan tâm tới hiện tượng này cũng gia tăng do tác động tổng hợp của thông tin báo chí không phản ánh chính xác hiểu biết khoa học về chu kỳ băng hà, và một phần dựa trên xu hướng giảm nhẹ nhiệt độ từ những năm 1940 đến đầu những năm 1970. Ngược lại với các phỏng đoán về mát dần toàn cầu, quan điểm khoa học hiện nay về biến đổi khí hậu là Trái Đất không mát dần lâu dài mà đang trải qua quá trình ấm lên toàn cầu trong thế kỷ 20.